# Раковець (Кременецький район)
Ракове́ць — село в Україні, у Вишнівецькій селищній громаді Кременецького району Тернопільської області. До 1964 називалося Вели́кий Ракове́ць. Утворене шляхом злиттям двох сіл — Великий Раковець і Малий Раковець. До 2020 центр Раковецької сільської ради, якій також було підпорядковане с. Зашляхом. Розташоване на річці Ялинка, на півдні району
Населення — 792 осіб (2017)[джерело?].

## Історія
Поблизу Раковця виявлено археологічні пам'ятки культури кулястих амфор і черняхівської культури (Раковецький могильник).
Перша писемна згадка — 1463.
1763 через Раковець прохододили загони Верлана.
Діяли «Просвіта», «Сільський господар» та інші товариства.
1 жовтня 1933 року утворено ґміну Колодне Кременецького повіту і село включено до неї.
12 червня 2020 року, відповідно до Розпорядження Кабінету Міністрів України від  № 724-р «Про визначення адміністративних центрів та затвердження територій територіальних громад Тернопільської області», село увійшло до складу Вишнівецької селищної громади.
19 липня 2020 року, в результаті адміністративно-територіальної реформи та ліквідації Збаразького району, село увійшло до складу новоутвореного Кременецького району.

## Населення

### Мова
Розподіл населення за рідною мовою за даними перепису 2001 року:
| Мова       | Кількість | Відсоток |
| ---------- | --------- | -------- |
| українська | 775       | 97.85%   |
| російська  | 17        | 2.15%    |
| Усього     | 792       | 100%     |

## Пам'ятки
Є церкви ікони Божої Матері Казанської (1935, мурована) і Святої Тройці (1870, дерев'яна), 2 «фіґури».
Споруджено пам'ятник воїнам-односельцям, полеглим у нім.-рад. війні (1970), насипано символічну могилу Борцям за волю України (1991).

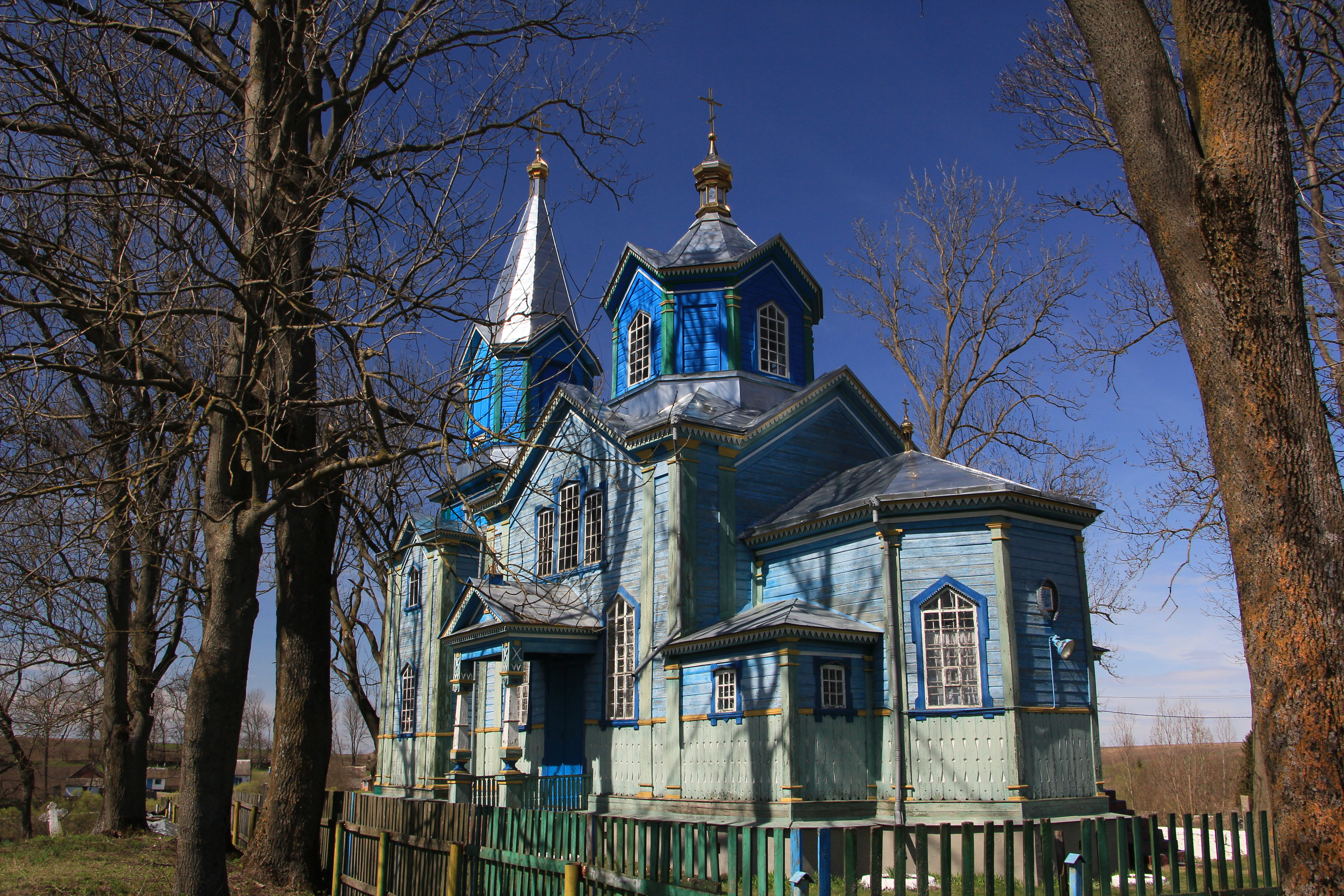
Дерев'яна церква

## Соціальна сфера
Працюють загальноосвітня школа 1-2 ступенів ім. Бориса Козубського, Будинок культури, 2 б-ки, 1 ФАП, відділення зв'язку, 3 торгові заклади.

## Відомі люди

### Проживали
- громадські діячі Борис і Юрій Козубські.

## Галерея

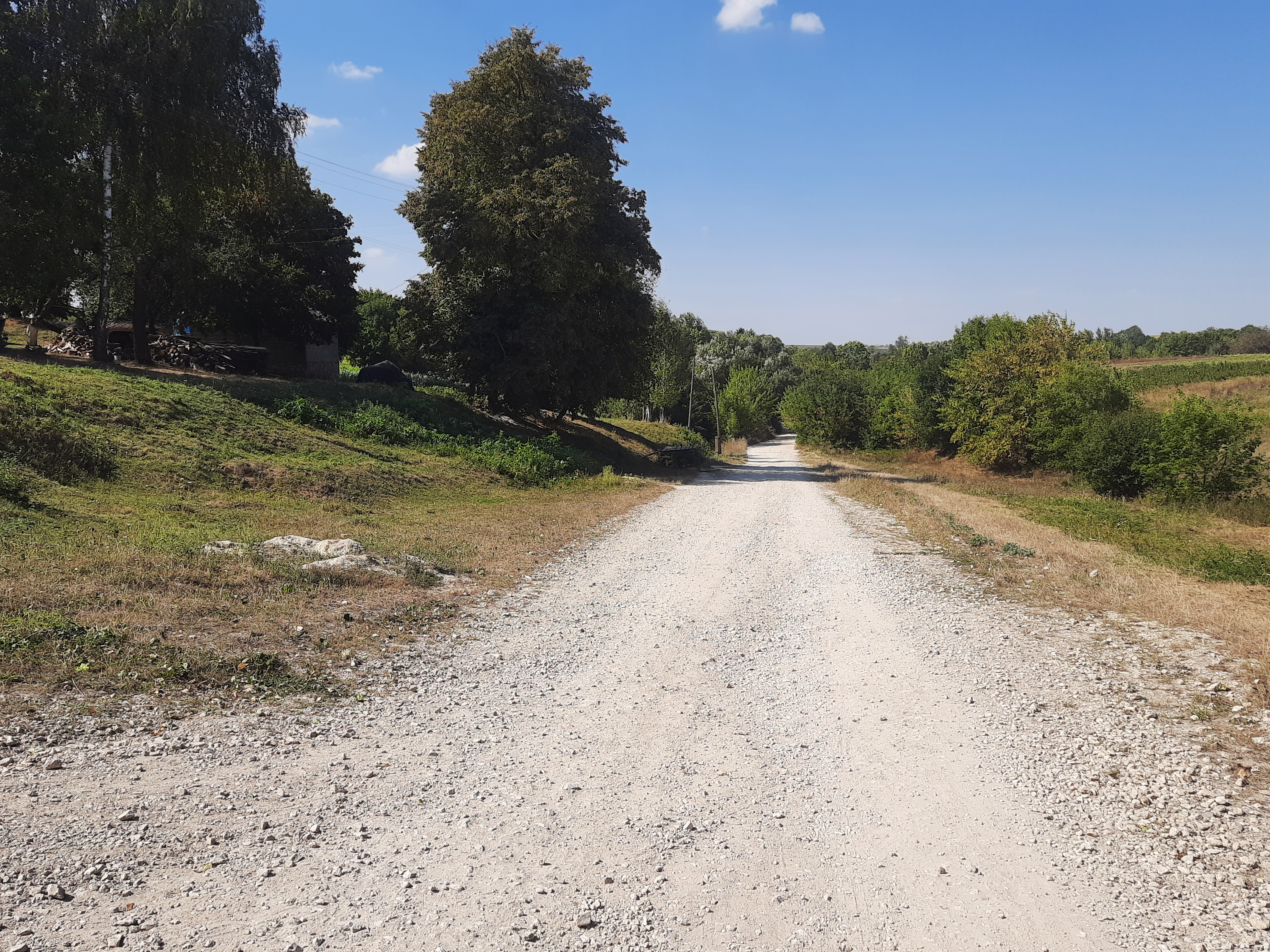
Сільська вулиця
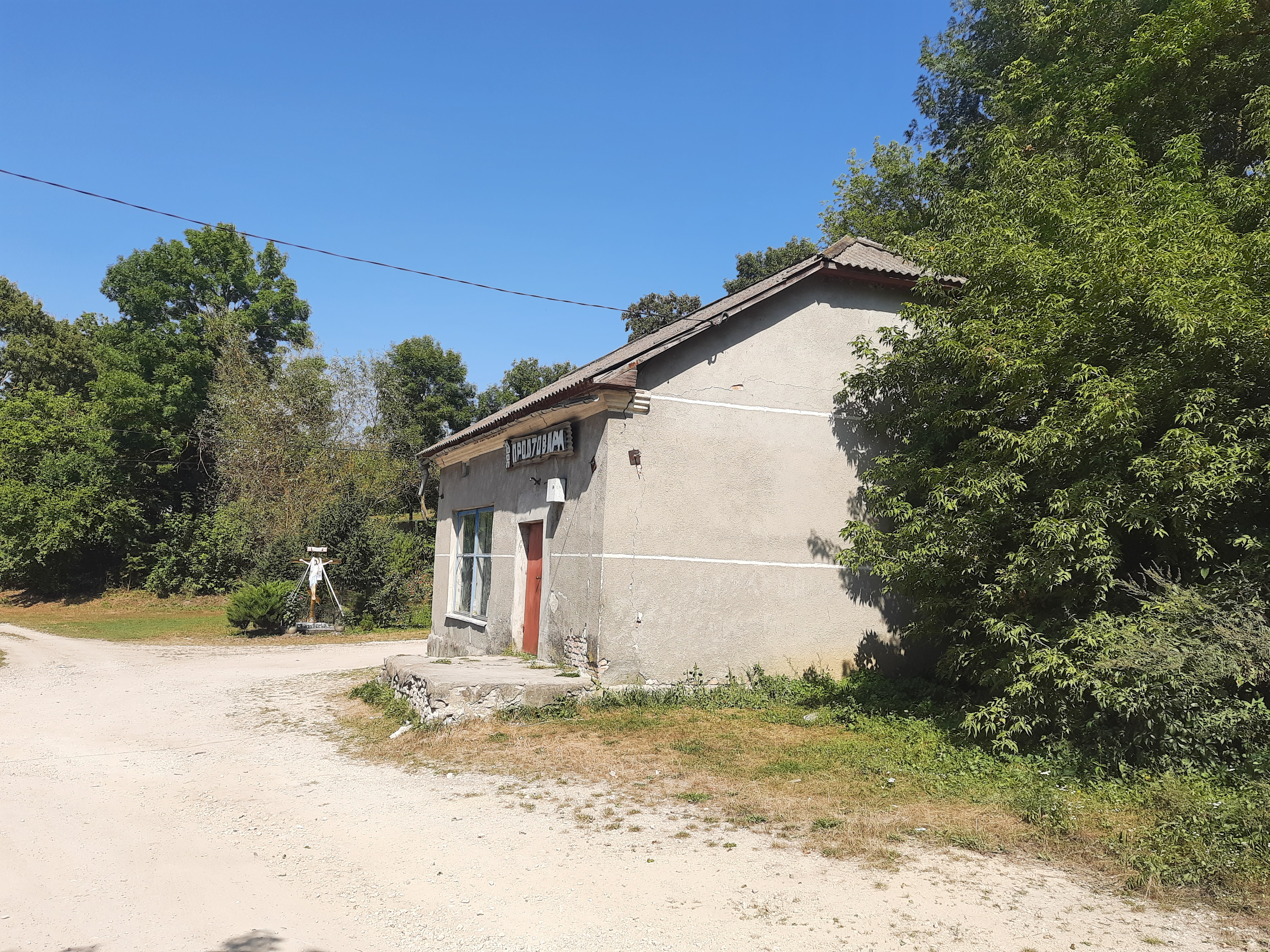
Крамниця
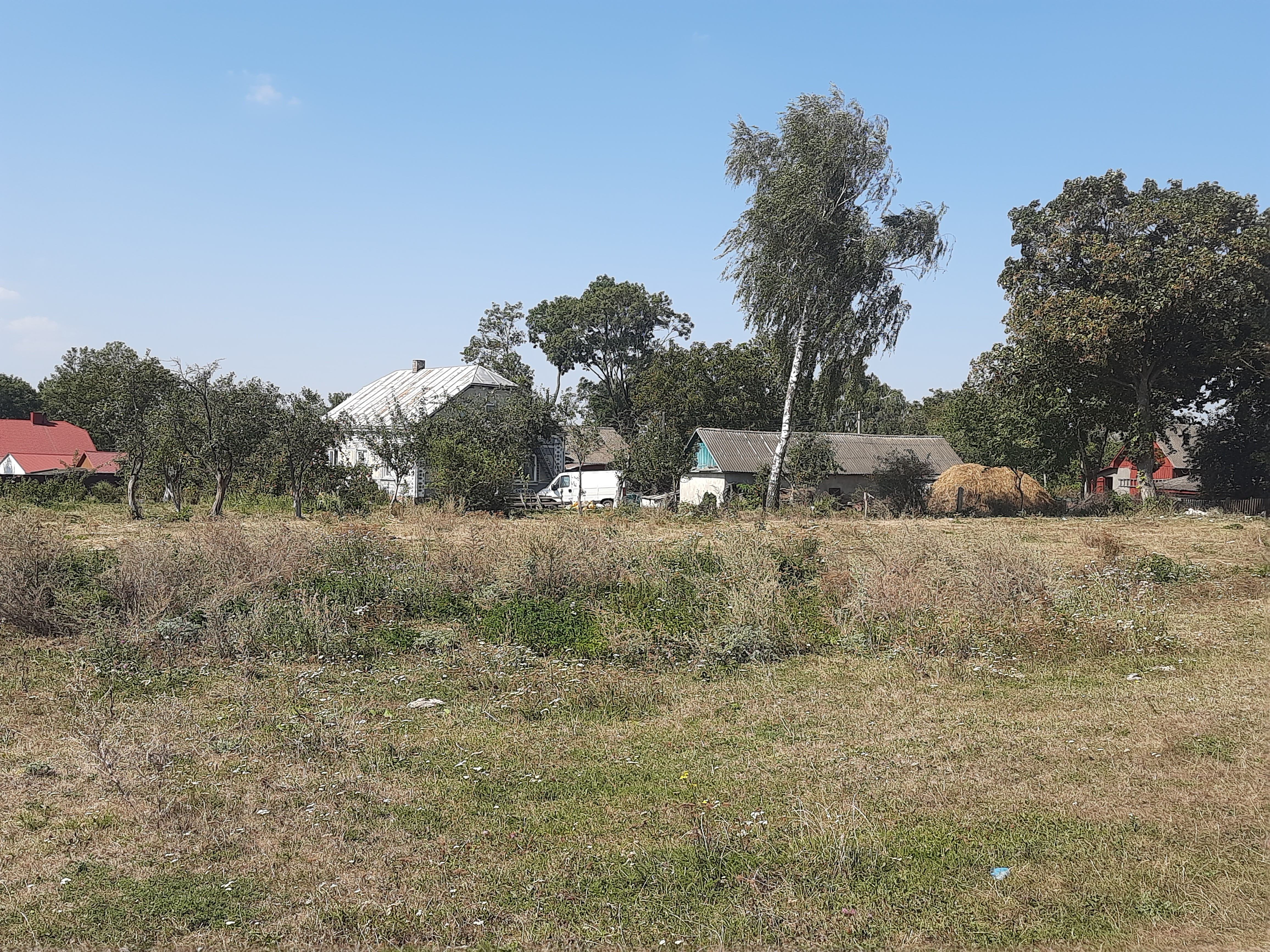
Сільський краєвид
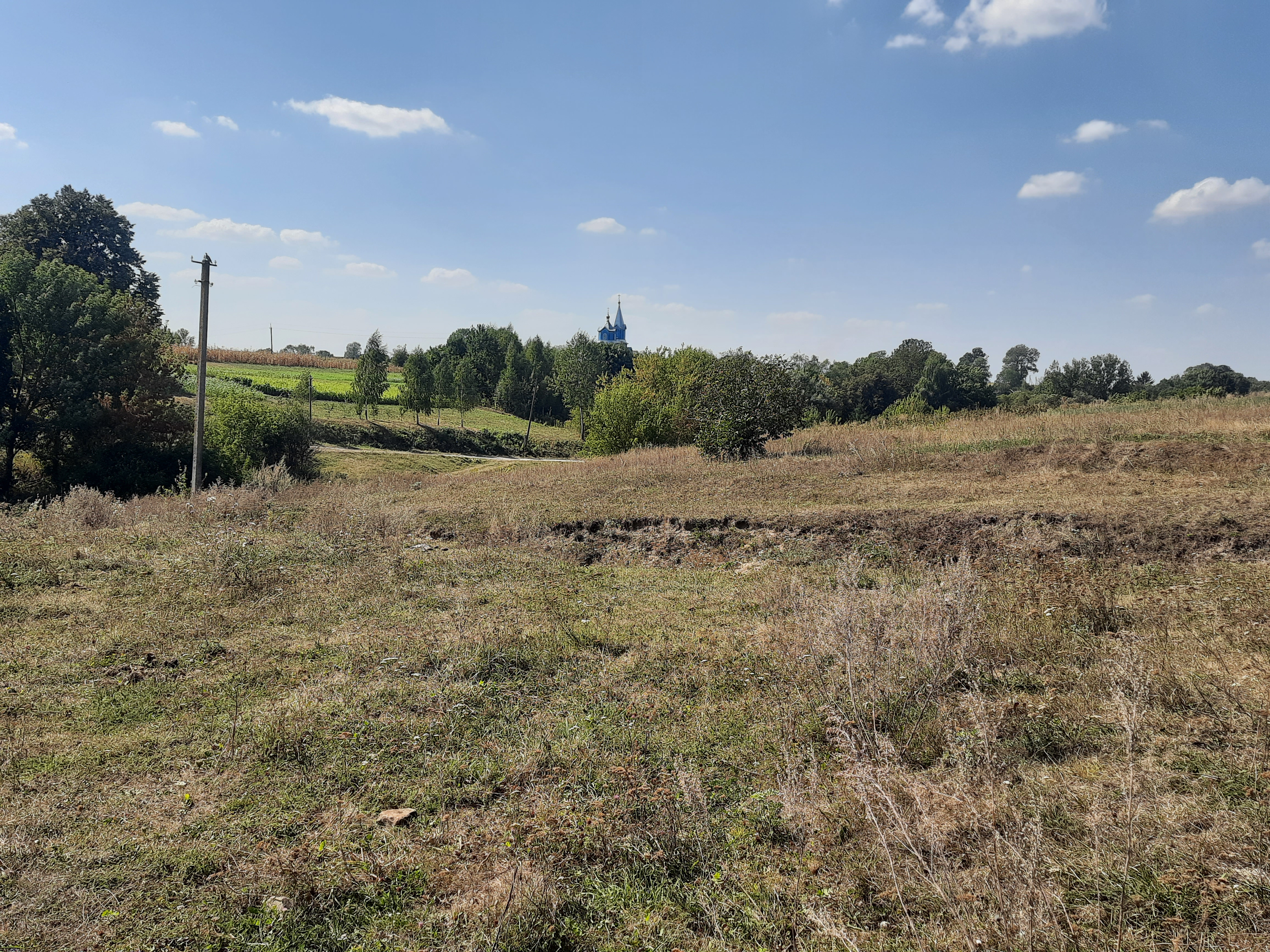
Сільський краєвид